# Memoria nostri durabit, si vita meruimus
 Memoria nostri durabit, si vita meruimus лат. (изговор: Меморија ностри дурабит, си вита меруимус). Успомена на нас ће трајати ако смо то животом заслужили (Плиније)

## Поријекло изреке
Изрекао Гај Плиније Секунд Старији, познатији као Плиније Старији (лат. Gaius Plinius Secundus Maior, 23.–79. н. е.), римски писац и научник - природњак.

## Значење
Памтиће нас ако смо за живота били заслужено запамћени.